# منيب (اسم)
منيب هو اسم علم مذكر من أصل عربي، ومعناه هو بصيغة اسم فاعل، من الفعل أناب، الوكيل، القائم مقام النائب، القاضي، المعاون، المطر الغزير، المطر الربيعي، الجيد، الحسن من الربيع، النائب الراجع إلى الله، وبهذا المعنى ورد ذكره في التنزيل؛ قال تعالى: ﴿إن في ذلك لآيةً لكل عبدٍ منيبٍ﴾ [سـبأ من الآية 9]، ومؤنثه منيبة.

## الأصل اللغوي
مَنيب
(اسم)
1-  منيب  : من يقيم مقامه وكيلا في أمر من الأمور
2-  منيب  : مطر كثير
3-  منيب  : ربيع حسن محضوضر
مُنِيب
جمع: ـون، ـات.  
(فاعل من أَنَابَ).
1- مُرْتَدٌّ  مُنِيبٌ  : تَائِبٌ.
2- مَطَرٌ  مُنِيبٌ  : غَزِيرٌ.
3- رَبِيعٌ  مُنِيبٌ  : مُخْضَوْضِرٌ.
4-  مُنِيبٌ  : اِسْمُ عَلَمٍ لِلْمُذَكَّرِ.

## شخصيات تحمل الاسم
- منيب أبو أيوب الأزدي
- منيب المصري (1934 – )
- منيب ماضي
- منيب هاشم (1854 – )
- منيب يونان (18 سبتمبر 1950 – )

## وصلات خارجية
- موسوعة السلطان قابوس لأسماء العرب